# Stazione di Tatekoshi
La stazione di Tatekoshi (館腰駅?, Tatekoshi-eki) è una stazione ferroviaria situata nella città di Natori, nella prefettura di Miyagi, ed è servita dalla linea principale Tōhoku (compresi i servizi della linea Jōban) della JR East.

## Servizi ferroviari
East Japan Railway Company
■ Linea principale Tōhoku
■ Linea Jōban

## Struttura
La stazione è dotata di un marciapiede a isola centrale con due binari passanti in superficie.
| 1 | ■ Linea principale Tōhoku | per Natori, Sendai, Rifu e Kogota              |
| 2 | ■ Linea principale Tōhoku | per Iwanuma, Shiroishi e Fukushima             |
| 2 | ■ Linea Jōban             | per Iwanuma, Hamayoshida, Haranomachi e Iwaki1 |

- 1: A causa delle conseguenze del terremoto e maremoto del Tōhoku del 2011 a marzo 2013 i servizi sono limitati alla stazione di Hamayoshida

## Traffico passeggeri
I dati ufficiali di utilizzo delle stazioni sono i seguenti:
- JR East: 1.868 al giorno (2011)

## Stazioni adiacenti
| «                                        | Servizio                | »                       |
| Linea principale Tōhoku                  | Linea principale Tōhoku | Linea principale Tōhoku |
| Linea Jōban                              | Linea Jōban             | Linea Jōban             |
| ---------------------------------------- | ----------------------- | ----------------------- |
| Iwanuma                                  | Locale                  | Natori                  |
| Il Rapido "Sendai City Rabbit" non ferma |                         |                         |